# Thuspeinanta persica
Thuspeinanta persica là một loài thực vật có hoa trong họ Hoa môi. Loài này được (Boiss.) Briq. miêu tả khoa học đầu tiên năm 1896.